# Sambreville
Sambreville (in vallone Sambveye) è un comune e dal 12 marzo 2024 anche una città belga di 26 997 abitanti situato nella provincia vallona di Namur.

## Amministrazione

### Gemellaggi
- Gessopalena
- San Pietro al Natisone